# Mosen, Luzern
Mosen är en ort i kommunen Hitzkirch i kantonen Luzern i Schweiz. Den ligger cirka 22,5 kilometer norr om Luzern, vid Hallwilersees sydspets. Orten har 294 invånare (2023).
Orten var före den 1 januari 2009 en egen kommun, men inkorporerades då tillsammans med Gelfingen, Hämikon, Müswangen, Retschwil och Sulz i kommunen Hitzkirch.